# 蓬廷夫雷阿
蓬廷夫雷阿，是意大利萨沃纳省的一个市镇。总面积24.87平方公里，人口849人，人口密度34.1人/平方公里（2009年）。ISTAT代码为009051。